# Rajzfilmek háborúja
A Rajzfilmek háborúja (Cartoon Wars) a South Park című animációs sorozat kétrészes epizódja (a sorozat 142-143. része, a 10. évad 3., illetve 4. epizódja). Az első részt (Rajzfilmek háborúja 1. – Cartoon Wars Part I) az Egyesült Államokban 2006. április 5-én, míg Magyarországon 2007. október 20-án mutatták be. A második rész (Rajzfilmek háborúja 2. – Cartoon Wars Part II) az Államokban 2006. április 12-én, hazánkban pedig 2007. október 27-én került először adásba.
Az epizód a cenzúra és a szólásszabadság kérdéskörét feszegeti, görbe tükröt állítva a dániai Mohamed-karikatúrák körül kirobbant botrány elé. Számos utalás történik a Family Guy című rajzfilmre, illetve annak jellegzetességeire – saját bevallásuk szerint a South Park készítői ki nem állhatják a sorozatotforrás?. Az epizód tartalmához hasonló bonyodalmak a való életben is történtek, ugyanis a Comedy Central nem engedélyezte az alkotóknak, hogy Mohamedet ténylegesen ábrázolják az epizódban. Érdekesség, hogy Mohamed mintegy öt évvel korábban már szerepelt a Csúcsszuper barátok – Istenségek című részben és azóta a sorozat nyitó képsoraiban is látható.
A magyar szinkron érdekessége, hogy a Family Guyt-t Családfának fordították, mivel az epizódok bemutatása idején Magyarországon még nem vetítették a South Park számára konkurens sorozatot.
A Csúcsszuper barátok – Istenségek, a 200 és a 201 epizóddal mellett ez a két epizód is el lett távolítva a South Park hivatalos honlapjáról. Valószínűleg ugyanebből az okból a magyar Comedy Central sem sugározza már az ismétlések során.

## Cselekmény
|  | Alább a cselekmény részletei következnek! |

1. rész
South Park lakosai pánikba esnek, amikor a Family Guy című rajzfilmsorozatban (e részben a fordítók „Családfa” néven említik, holott valójában „Családos Csóka” a pontosabb magyar fordítás) az iszlám prófétája, Mohamed is szerepel egy epizódban és a terroristák bosszújától tartva a közösségi házban keresnek menedéket. Végül aztán Mohamedet csupán egy rövid jelenet erejéig mutatják a rajzfilmben, ráadásul cenzúrázva – ugyanakkor kiderül, hogy a második részben már cenzúrázatlanul lesz látható. Kyle Broflovski, aki kedveli a rajzfilmet, nem találja sértőnek a próféta ábrázolását és nem gondolja, hogy cenzúrázni kellene; Eric Cartman viszont ellenzi a dolgot, az iszlám híveinek érzéseire hivatkozva. Kyle először hátsó szándékot rejt Cartman szavai mögött, miután azonban Cartman szenvedélyes hangú beszédet tart, melyben elítéli mások hitének a megsértését, Kyle bűntudatot kezd érezni. Egy szörnyű rémálom után (melyben öccsével, Ike-kal együtt egy terrortámadás áldozatává válik) Kyle segítségéről biztosítja Cartmant a vitatott epizód levetítésének megfékezésében.
Az emberek South Parkban úgy határoznak, hogy szó szerint homokba dugják a fejüket, mert még véletlenül sem akarják megsérteni az iszlám követőit. A Hollywoodba vezető úton Kyle megdöbbentő dolgot fedez fel; Cartman végig hazudott, valójából csak az általa gyűlölt Family Guy megszüntetését akarja elérni, mert nem tetszik neki, hogy a sorozatban a szereplők bármilyen mondanivaló vagy cselekmény nélkül viccelődnek. Cartman szerint ha egy részt betiltanának, az láncreakciót indítana el és így megszűnne a sorozat. Kyle ezt nem tartja helyesnek és kijelenti, mindenáron megfékezi Cartmant. A triciklikkel, melyekkel utaznak, versenyezni kezdenek, de miután Cartman különféle tárgyakat dobál rá, Kyle elesik a járművel, amely egy szakadékba zuhanva felrobban. Kyle dühösen a gúnyolódó Cartman után kiált, hogy nem fogja neki hagyni a Family Guy megszüntetését.
George Bush elnök találkozik a FOX vezetőségével. A Fox elnöke közli vele, hogy a Family Guy íróival kapcsolatban van egy sötét titok, melyet az elnöknek mindenképpen ismernie kell.... A következő rész előzetes szerinte George Bush és Cartman szörnyű titkot ismer meg a Family Guy íróiról, míg az egész amerikai nemzet homokba temeti a fejét. Utalnak arra is, hogy Kyle és Cartman verekedésbe keveredik majd, melyben utat engednek az egymás iránt érzett gyűlöletüknek.
2. rész
A második epizód kezdetében bejelentik, hogy a második részt nem fogják bemutatni, és egy Terrance és Phillip-epizódot fognak helyette leadni. Az epizód tartalmazza a muszlim prófétának, Mohamednek egy képét, amit cenzúráz a hálózatuk, a CBC. Az adás után Terrance és Phillip a CBC központjába mennek, hogy kifogásolják a cenzúrát, miközben azt mondják, hogy a Family Guy mutatni fogja Mohamedet, cenzúrázatlanul. A CBC feje azt mondja, hogy ez nem számít, mert valaki most valószínűleg azon van, hogy leállítsa a Family Guyt.
Kyle-t sérülten az útszélen hagyva Cartman megérkezik a Fox főhadiszállására. Ott találkozik egy Bart Simpsonra hasonlító gyerekkel, aki szintén meg akarja semmisíteni a Family Guyt. Cartman sántát játszva a vezetőség elé áll és úgy tesz, mintha dán volna, akinek az apját megölték a terroristák. Könyörgése, hogy töröljék az epizódot, megérinti a vezetőség tagjait, akik arra biztatják, próbáljon meg ő beszélni a Family Guy íróival. Kyle eközben a helyszínre érkezik, de Bart leüti és fogságba ejti őt. Cartman végül megismerkedik a Family Guy íróival – akik nem mások, mint egy csoport lamantin. A vízi emlősök, akik egy nagy tankban élnek, ötletlabdákat vesznek fel és beleteszik azokat egy lyukba. Mindegyik labdán van egy főnév, egy ige vagy egy populáris kultúrára történő utalás, ezekből áll össze egy-egy Family Guy vicc.
A lamantinok megtagadják a munkát, ha akárcsak egy ötletlabdát eltávolítanak a tankjukból. Cartman besettenkedik és eltávolít egy labdát a tankjukból, ezért abbahagyják a munkát. Cartman meggyőzi a Fox elnököt, hogy mutassa meg a lamantinoknak, ki a főnök. Az elnök úgy dönt, hogy leállítja a Family Guy adott epizódját, amelyig már csak 25 perc van. Időközben Kyle meggyőzi Bartot, hogy szabadítsa ki őt, ezután Cartmanre támad, akivel hosszú küzdelembe bonyolódik. Betévednek a Fox elnökének irodájába, aki épp telefonál, hogy törölje a Family Guyt. A fiúk elmondják a két ellentétes nézetüket az elnöknek – Kyle a szólásszabadság javára vitatkozik, Cartman egy fegyverrel fenyegeti meg őt. Az elnök a fenyegetései ellenére hosszas habozás után úgy dönt, hogy a Family Guyt engedi sugározni cenzúrázatlanul. A Family Guy kezdődik, és Mohamed megjelenik egy jelenetben, miközben átad Peter Griffinnek egy labdarúgósisakot (azonban a valóságban a Comedy Central megtagadta, hogy sugározza Mohamed képét a hálózatukon).
Bush elnök szerint az epizód nem volt sértő, de a terrorista Al-Zawahiri videónyilatkozatot tesz közzé: a figyelmeztetés ellenére megmutatták Mohamedet, ezért Amerika készüljön a válaszcsapásra. A megtorlás eszköze egy durván megrajzolt Al-Káida filmprodukció, melyben George W. Bush, Carson Kressley, Tom Cruise, Katie Holmes és Jézus egymásra, illetve az amerikai zászlóra székel. Al-Zawahiri diadalittasan kijelenti, hogy ez sokkal viccesebb volt, mint a Family Guy.
|  | Itt a vége a cselekmény részletezésének! |

## Produkció
Trey Parker és Matt Stone kifejtette véleményét a Family Guy-jal kapcsolatban; tisztelik a rengeteg rajongóval rendelkező és sok embert megnevettető animációs sorozatot. Azt is elismerik, hogy humoros, de végső soron az írói munka és a geg-humor túlzott használata miatt utálják azt. Nem szívelik azokat, akik a South Parkhoz hasonlítgatják a Family Guyt, sőt, még azokat a rajongóikat sem kedvelik, akik mindkét sorozatot egyszerre szeretik. Állításuk szerint az első epizód levetítése után A Simpson család és a King of the Hill producerei is kapcsolatba léptek velük és dicsérték a munkájukat. Ez adta azt az ötletet, hogy a második részben szerepeltessék Bart Simpsont és egy rövid jelenet erejéig a King of the Hill animációs személyzetét is megmutassák.
2006. április 13-án a Comedy Central nyilatkozatot jelentetett meg, melyben megerősítette; a hálózat tiltotta meg az alkotóknak Mohamed ábrázolását. „A közelmúlt történéseinek fényében úgy érezzük, helyesen döntöttünk” – írják. Kyle Broflovski szenvedélyes beszéde, melyet a Fox elnökéhez intéz, utalás a készítők saját vitájára. Kyle az epizódban Dougnak nevezi az elnököt, ezzel Doug Herzogra, a Comedy Central igazgatójára célozva.
A kétrészes epizódot követő botrány ellenére Mohamed gond nélkül szerepelhetett a Csúcsszuper barátok – Istenségek című, öt évvel korábbi részben és azt követően a sorozat egyes részeinek nyitójeleneteiben.